# Gondang (Karangreja)
Gondang is een bestuurslaag in het regentschap Purbalingga van de provincie Midden-Java, Indonesië. Gondang telt 3191 inwoners (volkstelling 2010).